# 2007年基隆市市長補選
2007年基隆市市長補選，為第十五屆基隆市市長許財利於2007年2月19日猝逝後所進行之選舉，於2007年5月12日投票、開票。共有5位候選人投入這次選舉，最後由中國國民黨籍的張通榮勝出。

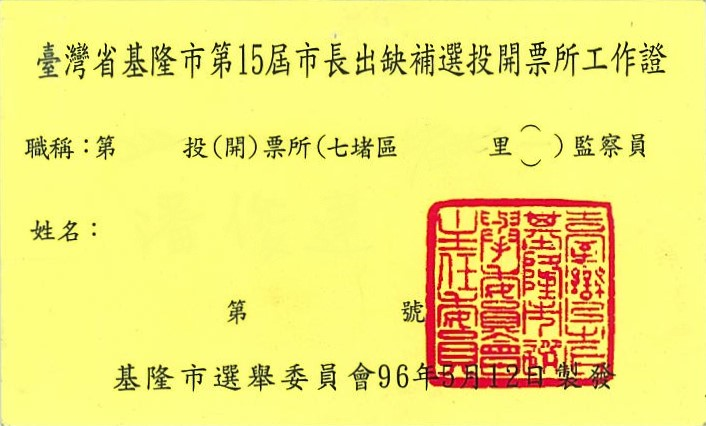
2007年基隆市市長補選投開票所工作證

## 背景
基隆市長期由中國國民黨執政，泛藍基本盤較高。1997年市長選舉，國民黨提名時任臺灣省議員的劉文雄，當時同黨的基隆市議會議長許財利違紀參選，導致民主進步黨提名的李進勇當選市長。2001年市長選舉時，泛藍整合，當時已加入親民黨的劉文雄參選立法委員，獲國民黨提名的許財利順利當選。
但在2005年市長選舉，劉文雄堅持參選基隆市長，並獲親民黨提名，與競選連任的許財利競爭，泛藍因而分裂。另一方面，時任民進黨籍立法委員的王拓退選，與台灣團結聯盟共推陳建銘參選，泛綠因而整合。儘管重演分裂的泛藍對上團結的泛綠，然最後在馬英九站台支持的效應下，許財利成功連任。
然2006年，許財利涉入的基隆市公車處購地弊案一審時被判有罪，被依《貪污治罪條例》判處有期徒刑七年、褫奪公權八年。當時倒扁反貪腐聲浪正盛，民主行動聯盟等政治團體要求許財利自行請辭下台，人民火大行動聯盟則揚言發動「反貪、倒扁、罷許」連署。雖然國民黨立即開除許黨籍，但許早已向國民黨申請停權。2006年12月21日，國民黨內次團「五六七大聯盟」宣佈將於該年12月23日發動連署罷免許財利，國民黨中央決定把此事交給基隆市黨部處理；連署發起人張斯綱強調，完全是自發行為，和黨中央或地方黨部無關；同日，時任國民黨發言人的黃玉振表示：黨中央決定由基隆市黨部負責罷免許財利一案；有年輕黨員願意發動罷免案，黨中央也贊成，請基隆市黨部配合辦理。2006年12月23日，五六七大聯盟在基隆車站大門前展開連署。
2007年2月19日上午7時20分，許財利突然去世，享年60歲。由於許市長剩餘任期超過兩年，需要補選市長。2007年3月1日起，市長職務由內政部指派前基隆市副市長陳重光代理，並由基隆市選舉委員會籌備補選事宜。

## 候選人與競選過程

### 張通賢
張通賢是一位貨櫃車駕駛員，參與工人運動將近20年，自2000年以來擔任臺北縣聯結車駕駛員職業工會常務理事至今，是本次選舉中唯一勞工出身的候選人，獲得「基隆市自主公民火大聯盟」（成立於2006年，在基隆市推動反貪、倒扁、罷許行動）推薦以無黨籍身分參選，標榜「工人市長」。其競選總部設於基隆市七堵區百三街（選舉結束後已人去樓空至今），競選口號是「工人市長，突破藍綠」，以「嗆中央、討港口、要稅金」作為其政見。王拓之子王醒之是張通賢競選總部的總幹事。開票結果，張通賢得票率不足，其登記參選時繳交的保證金（新台幣20萬元）被依法沒收。

### 劉文雄
劉文雄為親民黨籍立法委員，在泛藍陣營（國民黨、親民黨）內部整合失敗後，以無黨籍身分參選。

### 張通榮
張通榮原為基隆市議會議長，補選舉行時已連任六屆基隆市議員。張通榮在泛藍內部的民調中勝出，原本將代表泛藍參選，但在同為泛藍的劉文雄不服民調結果、與親民黨整合失敗的情形之下，仍由國民黨提名參選。

### 張潮鐘
張潮鐘以無黨籍身分參選。

### 施世明

施世明參選期間的公車廣告

代表民進黨參選的基隆市議員施世明，在2007年3月21日上午登記參選，以「高雄經驗，基隆實現」為競選口號。之後，施世明有民進黨黨內要員陳水扁、謝長廷、蘇貞昌、呂秀蓮、游錫堃等人親自來基隆助選，並以民進黨在中央的執政優勢（容易向中央政府爭取資源、重大建設等）來爭取選民認同。但即使如此，開票結果顯示，與張通賢、張潮鐘一樣，施世明的得票率不足，其登記參選時繳交的保證金也被依法沒收。

## 選舉結果
| 號次 | 黨籍       | 姓名   | 得票數 | 得票率 | 當選 |
| ---- | ---------- | ------ | ------ | ------ | ---- |
| 1    | 無黨籍     | 張通賢 | 1105   | 0.93%  | --   |
| 2    | 無黨籍     | 劉文雄 | 33,956 | 28.71% | --   |
| 3    | 中國國民黨 | 張通榮 | 56,115 | 47.44% |      |
| 4    | 無黨籍     | 張潮鐘 | 206    | 0.17%  | --   |
| 5    | 民主進步黨 | 施世明 | 26,908 | 22.75% | --   |

## 備註
1. ↑  盧賢秀、蘇永耀、方志賢. . 自由時報. 2007年5月13日  [2008年3月24日]. （原始内容存档于2009年3月9日）.
2. ↑  「討港口」指的是要求交通部將基隆港移交基隆市政府管理，即「港市合一」。「要稅金」指的是討回交通部各國際港依據《商港法》第七條向進口貨物者課徵的「商港服務費」，並由此稅金提撥一定金額予港口所在縣市以作補助；但由於台灣加入世界貿易組織（WTO），因而在2002年1月1日起停徵，改為從量徵收「商港服務費」，而港口所在縣市改為增加中央統籌分配款的分配比例作為補償。
3. ↑  張謙俊 基隆報導，施世明、張通賢登記參選，《中國時報》2007年3月22日C2版
4. ↑  劉文雄參選時為親民黨籍的立法委員，但他是以「無黨籍」的身分登記。

## 相關連結
- 基隆市市長
- 2005年中華民國地方公職人員選舉
- 2005年中華民國縣市長暨縣市議員選舉
- 2006年臺東縣長補選